# Edmund Kean
Edmund Kean (4. listopadu 1787 – 15. května 1833) byl slavný anglický herec, který proslul tragickými rolemi v Shakespearových dramatech. Působil zejména v Londýně. Byl známý svou malou postavou, bouřlivým osobním životem a kontroverzním rozvodem.

## Život a působení
Narodil se v Londýně ve Westminsteru. Jeho otec byl pravděpodobně úředník, jeho matka herečka Anne Careyová, dcera skladatele a dramatika Henry Careye.
Kean se poprvé objevil na jevišti již ve čtyřech letech, jako Cupid v baletu Cymon skladatele Jean-Georges Noverra. Okolo roku 1794 mu několik mecenášů umožnilo chodit do školy, ale jeho neschopnost snášet omezování ho přiměla k útěku. Nechal se najmout na loď v Portsmouthu. Služba na moři mu však také nevyhovovala, a tak předstíral onemocnění a nechal se vysadit na Madeiře. Zde se mu podařilo simulováním oklamat i zkušené lékaře. Když se vrátil do Anglie, požádal o pomoc svého strýce, Mosese Keana, známého mima. Ten mu dal školení v pantomimě a uvedl ho do Shakespearovské společnosti. Herecké školení mu poskytla Charlotte Tidswellová.
Po smrti svého strýce začal systematické studium hlavních shakespearských postav. Podstatné bylo, že jeho interpretace těchto postav byla zcela odlišná od interpretace Johna Philipa Kemblea, hlavního shakespearovského herce té doby. Získal nabídku na stálé angažmá ve společnosti, ale jeho prudká povaha ho přivedla ke konfliktu s vedením a odchodu do Yorku. Ve zdejším divadle pak ztvárnil role Hamleta, Hastingse a Katóna.
Poté působil v Richardsonově divadle. Právě tehdy pověst o jeho schopnostech dosáhla až ke králi Jiřímu III., který mu přikázal, aby se dostavil na hrad Windsor. Následně nastoupil do Saundersova cirkusu, k čemuž však nebyl příliš disponován a při akrobatické jízdě na koni spadl a zlomil si obě nohy. Zranění se mu nikdy nepodařilo zcela doléčit.
Po této zkušenosti se zdokonalil v hudbě (u Charlese Incledona), tanci (u Jamese Harveyho D'Egville) a šermu. V roce 1807 hrál v divadle v Belfastu se Sarah Siddonsovou, která ho nazývala "strašným malým mužem". V roce 1808 nastoupil do divadelní společnosti Samuela Butlera. 17. července toho roku se oženil s herečkou Mary Chambersovou. Měli pak dva syny, z nichž jeden, Charles Kean, se stal rovněž hercem.
V letech 1808-1814 ho nicméně provázely velké finanční těžkosti, nemohl si dovolit ani lékařskou péči, a tak roku 1814 zemřel jeho starší syn. Právě v té době mu vedení divadla Drury Lane v Londýně, které stálo na pokraji bankrotu, dalo šanci. Šlo o jeden z pokusů, které měly divadlu vrátit starou slávu. Začal rolí Shylocka a šlo o fenomenální úspěch. Vzápětí podepsal tříletou smlouvu – pro staršího syna však příliš pozdě, zemřel den po podpisu smlouvy. Jeho pojetí Shylocka kritika označila za průkopnické, dodal prý této postavě důstojnost a lidskost. Následovaly role Richarda III., Hamleta, Othella, Macbetha a krále Leara. Stal se vrcholným tragédem své doby.
9. listopadu 1820 hrál Kean poprvé v New Yorku, a to v roli Richarda III. Úspěch byl jednoznačný, ačkoli se ocitl ve sporu s místním tiskem. V roce 1821 hrál v Bostonu s Mary Ann Duffovou ve hře The Distrest Mother od Ambrose Philipse. Poté se vrátil do Anglie.
Kean obnovil i tragické zakončení Shakespearova Krále Leara. Od roku 1681 se hrála verze Nahuma Tatea, která končila happy-endem. Kean si vynutil špatný konec, což komentoval slovy "Londýnské publikum nikdy nedocení mé schopnosti, dokud mě neuvidí nad mrtvým tělem Kordelie." V tom se však zmýlil, tragický konec nebyl publikem dobře přijat a Kean se s lítostí vrátil k Tateově verzi.
Jeho kariéru však poté zničil skandál. Měl tajný poměr s Charlottou Coxovou, ženou londýnského radního. Radní Cox ho zažaloval za cizoložství, což byl tehdy trestný čin. Soud, který trval pouhých deset minut, Keanovi vyměřil pokutu 800 liber a od Keana vzápětí odešla i jeho žena. Avšak horší bylo, že noviny The Times posléze proti Keanovi spustily kampaň a vzbudily morální rozhořčení u veřejnosti. Jakmile se Kean objevil na jevišti, publikum na něj házelo ovoce. To Keana přinutilo odjet do USA, v naději, že zde ho skandál nedostihne. V tom se však zmýlil. Při několika představeních byl publikem dokonce fyzicky napaden. Výjimkou byl kanadský Québec, kde byl zahrnut přízní indiánského kmene Hurónů, dokonce se podle některých zdrojů stal čestným členem kmene a dostal indiánské jméno Alanienouidet. Keanovo poslední vystoupení v New Yorku se uskutečnilo 5. prosince 1826 v roli Richarda III. Poté se vrátil do Anglie.
Sice hrál, ale stále více propadal závislosti na alkoholu a jiných stimulantech. Například jeho vystoupení v Paříži skončilo ostudou pro jeho opilost. Jeho poslední vystoupení na jevišti se uskutečnilo 15. března 1833 v Covent Garden, kde hrál Othella, zatímco Jaga hrál jeho syn Charles. Během představení se zhroutil, začal plakat a volat „Bože, umírám, řekni jim to, Charlesi“. Zemřel o něco později v Surrey. Jeho poslední slova prý byla „umírání je snadné, těžká je komedie“ („dying is easy; comedy is hard“).

## Ohlasy
Jeho sláva však neskončila. Stal se symbolem rozervaného umělce a provokatéra, divadelní hru o něm napsal Alexandre Dumas starší (1836) i Jean-Paul Sartre (1953). Vznikl také broadwayský muzikál Kean autorů Petera Stonea, Roberta Wrighta a George Forresta (1961). Prsten, který nosíval Kean, byl ve 20. století v majetku britského herce Petera O'Toola.